# 砷酸钇
砷酸钇是一种无机化合物，化学式为YAsO4，具有锆石或白钨矿结构。

## 制备
将三氧化二砷用硝酸氧化，氧化钇溶于硝酸，两者混合，于60°C反应得到。